# Halowe Mistrzostwa Europy w Lekkoatletyce 1970 – bieg na 400 m kobiet
Bieg na 400 metrów kobiet – jedna z konkurencji biegowych rozgrywanych podczas halowych lekkoatletycznych mistrzostw Europy w hali Stadthalle w Wiedniu. Eliminacje i bieg finałowy zostały rozegrane 14 marca 1970. Zwyciężyła reprezentantka Wielkiej Brytanii Marilyn Neufville. Tytułu z poprzednich igrzysk nie obroniła Colette Besson z Francji, która tym razem zdobyła brązowy medal.

## Rezultaty

### Eliminacje
Rozegrano 3 biegi eliminacyjne, do których przystąpiło 9 biegaczek. Awans do finału dawało zwycięstwo w swoim biegu (Q). Skład finału uzupełniła zawodniczka z najlepszym czasem wśród przegranych (q).
Opracowano na podstawie materiału źródłowego.
Bieg 1
| Miejsce | Zawodniczka    | Czas | Uwagi |
| ------- | -------------- | ---- | ----- |
| 1       | Christel Frese | 53,7 | Q     |
| 2       | Colette Besson | 53,8 | q     |
| 3       | Swetła Złatewa | 55,5 |       |

Bieg 2
| Miejsce | Zawodniczka          | Czas | Uwagi |
| ------- | -------------------- | ---- | ----- |
| 1       | Marilyn Neufville    | 55,2 | Q     |
| 2       | Libuše Macounová     | 56,4 |       |
| 3       | Krystyna Hryniewicka | 56,7 |       |

Bieg 3
| Miejsce | Zawodniczka      | Czas | Uwagi |
| ------- | ---------------- | ---- | ----- |
| 1       | Karin Lundgren   | 55,2 | Q     |
| 2       | Raisa Nikanorowa | 55,8 |       |
| 3       | Donata Govoni    | 55,8 |       |

### Finał
Opracowano na podstawie materiału źródłowego.
| Miejsce | Zawodniczka       | Czas | Uwagi |
| ------- | ----------------- | ---- | ----- |
| 1       | Marilyn Neufville | 53,0 | WR    |
| 2       | Christel Frese    | 53,1 |       |
| 3       | Colette Besson    | 53,6 |       |
| 4       | Karin Lundgren    | 53,8 |       |